# Liana Kanellī
Garyfallia Chrīstou Kanellī, detta "Liana" (in greco Γαρυφαλλιά Χρήστου "Λιάνα" Κανέλλη?; Atene, 20 marzo 1954), è una giornalista e politica greca: esponente del Partito Comunista di Grecia, eletta deputata al Parlamento Ellenico alle elezioni parlamentari del 9 aprile 2000, è stata sempre rieletta in tutte le elezioni successive.

## Biografia

### Controversie
A causa del suo orientamento sessuale e della sua forte personalità, in varie occasioni Kanellī è stata al centro di alcune controversie durante le sue molteplici partecipazioni televisive, alcune delle quali anche al di fuori dalla Grecia: ad esempio, Kanellī ha ottenuto suo malgrado notorietà internazionale perché durante un dibattito elettorale in vista delle elezioni parlamentari del 17 giugno 2012 è stata schiaffeggiata dal deputato di Alba Dorata Ilias Kasidiaris.